# Стетсон, Джон Бэттерсон
Джон Бэттерсон Стетсон (англ. John Batterson Stetson; 5 мая 1830 — 18 февраля 1906) — американский производитель шляп и (в 1860-х годах)? изобретатель ковбойской шляпы. Он основал компанию по производству головных уборов John B. Stetson Company. Шляпы, производимые этой компанией сейчас называют попросту «стетсоновскими» или «ковбойскими».
Стетсон родился в Нью-Джерси, Он был восьмым из 12 детей в семье изготовителя шляп Стивена Стетсона. В молодости Джон Стетсон работал вместе с отцом, пока у него не обнаружили туберкулез, и врач сказал, что жить ему осталось недолго. В связи с этим, Джон Стетсон оставил бизнес по изготовлению шляп, чтобы реализовать свой единственный шанс увидеть американский Запад. Будучи профессионалом, Стетсон критически оценил головные уборы гуртовщиков, ковбоев и золотоискателей, которых он встретил там. Как правило, это были енотовые шапки, кишащие блохами. Стетсон решил, что для Запада более всего подойдёт легкая войлочная всепогодная шляпа.

## «Хозяин равнин»
В 1860-е годы ходить без шляпы было неприлично. Благодаря тому, что Стетсон провёл много времени с ковбоями и жителями так называемого Дикого Запада, он хорошо знал, что головные уборы, которые они носили (вроде шапок из енотов, капитанских морских шляп, соломенных шляп или войлочных котелков), были непрактичными. Он решил предложить жителям западных штатов прочные головные уборы из водонепроницаемого войлока, с широкими полями, защищающими владельца от жаркого солнца.
В 1865 году Стетсон переехал в Филадельфию, и открыл производство таких шляп. Результат получился замечательным. Джон Б. Стетсон придумал шляпу специально для ковбоев. Эта шляпа защищала глаза и шею хозяина от жаркого солнца. Она более напоминала зонт, чем головной убор. В корону шляпы можно было налить, как в ведро, достаточно воды чтобы напоить лошадь, а загнутые края, словно бы образовывавшие чашу, позволяли напиться самому. С помощью широкой шляпы можно было раздуть затухающий костёр, ещё чаще её использовали для того, чтобы развернуть стадо коров в том или ином направлении.
Эти легкие шляпы были естественного цвета с коронами и полями размером в четыре дюйма (10.24 см); для крепления применялся простой ремешок. Они мгновенно приобрели популярность и получили название «Хозяин равнин» (Boss of the Plains). Стетсон изготавливал также шляпы «Карлсбад», корона которых имела характерную складку спереди.
На каждой шляпе было золотой тиснение «John B. Stetson», что способствовало тому, что шляпа стала называться «Стетсон».
Вскоре «Стетсон» стал самой известной шляпой на Диком Западе, вошла в обиход ковбоев и вскоре стала называтья ковбойской шляпой. Все герои вестернов, такие как Буффало Билл Коди, Каламити Джейн, Уилл Роджерс, Энни Оукли, Пауни Билл, Том Микс и Одинокий Рейнджер, носили ковбойские шляпы. Компания Стетсона изготавливала шляпы также для правоохранителей, например, для техасских рейнджеров. Стетсоновские шляпы носили также кавалеристы США и многие президенты США. Их и сегодня носят сотрудники Службы национальных парков США.
Ковбойская шляпа, изобретенная Джоном Б. Стетсоном, — пример прекрасного соответствия формы и функции. С момента создания в 1865 году она практически не изменилась ни по покрою, ни по дизайну. Кроме ковбойских шляп, Стетсон также изготавливал фетровые женские шляпы «федора» и другие женские шляпы.

## Компания
Под руководством Стетсона компания «John B. Stetson» стала одной из крупнейших шляпных фирм в мире. Стетсоновские шляпы завоевали множество наград, но по мере роста его компании он «столкнулся с проблемой создания надежного рабочего коллектива. В то время работники, изготавливавшие шляпы, часто переходили от одного работодателя к другому и немало буянили. Стетсон, будучи баптистом, руководствовался своими религиозными принципами и полагал, что, обеспечивая своим работникам достойный заработок, он обеспечивает для них стабильный и высокий уровень жизни, и формирует на своем предприятии устойчивый коллектив. В отличие от большинства других работодателей, Стетсон, чтобы побудить работников остаться на производстве, платил им повышенную заработную плату, а кроме того заботился о чистоте и безопасности на рабочем месте. Он также вёл социальное строительство для своих работников. Были построены больница, парк и жилые дома в общей сложности для  5000 сотрудников. Социальные меры, предпринятые Стетсоном, возымели действие, и его производство работало производительно и устойчиво. В Филадельфии, он построил фабрику, занимавшую площадь в 3.6 га, на которой располаголось 25 зданий. В 1915 году, через девять лет после смерти Стетсона, на его предприятиях работали 5400 сотрудников, производя в год 3,3 миллиона головных уборов.

## Филантропия
Ближе к концу своей жизни Стетсон начал жертвовать крупные суммы различным благотворительным организациям. На его средства были построены гимназии и средние школы, колледжи, а также два университета, Темпл и Стетсонский . Он также помог основать YMCA в Филадельфии. Стетсон щедро пожертвовал Академию DeLand (в городе  Делэнд, штат Флорида), которая в 1889 году была переименована  в Стетсонский университет. В 1900 году Стетсонский университет основал первую юридическую школу во Флориде : юридический факультет Стетсонского университета .
В 1878 году Стетсон стал соучредителем ночлежного дома для бездомных и суповой кухни.  С тех пор это учреждение расширилось, чтобы предоставить больше услуг и посегодня используется для бездомного населения Филадельфии.
Стетсон владел особняком «John B. Stetson House» площадью 750 кв. м. Здесь он скончался в 1906 году, вопреки прогнозам врачей, в весьма почтенном возрасте, прожив довольно долгую, яркую и насыщенную событиями жизнь. Это здание представляет собой смесь готического, тюдоровского и мавританского стилей и в настоящее время открыто для экскурсий. 
Стетсон похоронен на Западном кладбище Лорел Хилл, Бала Синвид, Пенсильвания.

## В популярной культуре
Актер Алан Янг, известный своей ролью в ситкоме, «Мистер Эд», сыграл Стетсона в эпизоде 1962 года «Шляпа, завоевавшая Запад» в синдицированном телесериале « Дни долины смерти», который вёл Стэнли Эндрюс .
Народная песня «Stagger Lee», которую исполняет Боб Дилан в числе прочего рассказывает о том, как во время драки в баре «плохой человек Stagger Lee» стреляет в Билли Лайонса за то, что тот взял его ковбойскую шляпу.
На своем шестом альбоме The Road to Ensenada, выпущенном в 1996 году, на обложке изображен певец и автор песен Лайл Ловетт со стетсоновской шляпой, прижатой к сердцу, а вступительная песня — «Не трогай мою шляпу». Он содержит текст «Мой Джон Б. Стетсон / Был моим единственным другом / И мы слились воедино / Через многих женщин».
Сегодня сложно переоценить влияние Джона Стетсона и его успешного начинания на массовую культуру Америки - уже никто в целом мире просто не представляет себе ковбоя, шерифа или ганфайтера иначе, чем со стетсоновской шляпой в руках или на голове. Смело можно говорить о том, что эта шляпа стала одним из международных символов Америки и Американского Дикого Запада.     